# Enkeltleder transmissionslinje
For elektriske kredsløb, der anvender jorden som den anden elektriske leder - se enkeltleder med jord returleder
En enkeltleder transmissionslinje (eller enkeltleder metode) er en metode til at overføre elektricitet eller signaler ved kun at anvende én enkelt elektrisk leder. Dette er i modsætning til den sædvanlige brug at et par ledere som udgør et komplet elektrisk kredsløb - eller et elektrisk kabel som ligeledes indeholder (mindst) to ledere for samme formål. (Systemer, som baserer sig på en returstrøm gennem en jordelektrode, dvs. anvender jorden som den anden leder, kaldes enkeltleder med jord returleder.)

## Historie
Så tidligt som i de tidlige 1780'ere var Luigi Galvani den første som observerede at frøben kunne spjætte pga. statisk elektricitet - og han observerede den samme spjætten ved at lave kontakt til visse metaller. Den sidstnævnte effekt blev korrekt forstået af Alessandro Volta som en elektrisk strøm der som bieffekt blev produceret ligesom i en galvanisk celle. Han forstod at sådan en strøm forudsatte en komplet kredsløb for at lede elektricitet, selvom den elektriske strøms natur på det tidspunkt ikke var forstået overhovedet (ét århundrede år senere blev elektronen opdaget). Al den efterfølgende udvikling af elektriske motorer, glødelamper osv. bygger på det komplette kredsløbs princip, som består af to ledere, men nogle anvende jorden (via en jordelektroden) som den anden leder (fx kommerciel telegrafi).
Ved slutningen af det 19. århundrede demonstrerede Nikola Tesla at man ved at anvende et elektrisk netværk justeret til resonans og højfrekvent vekselstrøm, kunne man overføre elektricitet alene via én enkelt leder - og en jordelektrode var ikke nødvendig. Dette blev omtalt som "transmission of electrical energy through one wire without return".
I 1891, 1892 og 1893 blev det demonstreret under foredrag med elektriske oscillatorer foran AIEE ved Columbia College, N.Y.C., IEE, London, Franklin Institute, Philadelphia og National Electric Light Association, St. Louis, at elektromotorer og enkeltterminal gasudladningsrør kan virke gennem én enkelt elektrisk leder - uden jorden som anden leder. Selvom det tilsyneladende ikke er et komplet kredsløb har sådan en topologi faktisk et retur kredsløb grundet belastningens egenkapacitans og parasitiske kapacitanser.
"Thus coils of the proper dimensions might be connected each with only one of its ends to the mains from a machine of low E. M. F., and though the circuit of the machine would not be closed in the ordinary acceptance of the term, yet the machine might be burned out if a proper resonance effect would be obtained."
Den sidste reference omhandler en "udbrændt" maskine, for at vise at store effekter/energier kan overføres ved rette impedanstilpasning og det kan opnås via elektrisk resonans.

## Teori
At store effekter/energier kan overføres ved rette impedanstilpasning og elektrisk resonans er blevet genopdaget mange gange - og beskrevet, for eksempel, i et 1993 patent. Enkeltleder transmission i denne sammenhæng er ikke mulig med jævnstrøm og totalt upraktisk ved lavfrekvent vekselstrøm såsom elnettets frekvens på 50–60 Hz (Europa 50Hz og USAs 60Hz). Ved meget højere frekvenser er det muligt for returkredsløbet (som normalt anvender en anden leder) at anvende egenkapacitans og parasitiske kapacitanser af et stort ledende objekt, fx en elektrisk belastnings eget hus. Selvom egenkapacitansen af selv store objekter er ret lille, som Tesla var klar over, er det muligt at lave elektrisk resonans med kapacitansen ved at anvende en tilstrækkelig stor spole (induktans) (hvis præcise værdi afhænger af den ønskede anvende frekvens) - og i så fald vil kapacitansens reaktans ophæves. Dette tillader en stor strøm af løbe (og en stor energi til at blive sendt til belastningen) uden at kræve en ekstrem højspændingskilde. Selvom denne energioverføringsmetode er forstået, er den tilsyneladende ikke blevet kommercielt udnyttet.

## Enkeltleder bølgeledere
Så tidligt som 1899 har Arnold Sommerfeld udgivet en artikel hvor han forudsiger at en enkelt cylindrisk leder kan overføre radiofrekvens energi som en overfladebølge. Sommerfelds "leder bølge" var af teoretisk interesse som en udbredelsesmode, men det var årtier før teknologien eksisterede for genereringen af tilstrækkelig høj radiofrekvenser, så man kunne dengang ikke lave praktiske eksperimenter. Ydermere beskrev løsningen kun en uendelig lang transmissionslinje uden at overveje, hvordan energien skulle kobles ind eller ud af transmissionslinjen.
Af praktisk interesse var dog forudsigelsen af betydelig lavere energitab (og signaltab) sammenlignet med den samme leder som centerleder i et koaksialkabel. I modsætning til den tidligere forklaring (med resonansen) hvor den fulde overførte energi skyldes den klassiske strøm gennem lederen, er strømmen ved Sommerfeld overfladebølgeledning meget mindre, da energien overføres i form af en elektromagnetisk bølge (radiobølger). Men i dette sidstnævnte tilfælde vil tilstedeværelsen af lederen fungere som en bølgeleder frem til belastningen - i stedet for at stråle væk fra lederen.
Reduktionen af ohmske tab sammenlignet med koaksialkabler (eller andre to-leder transmissionslinjer) er især en fordel ved højere frekvenser, hvor tabene ellers normalt bliver meget høje. I praksis er anvendelsen af Sommerfelds overfladebølgeledning under mikrobølger temmelig besværlig, grundet det store felt vinkelret omkring lederen. Feltet om lederen breder sig mange bølgelængder væk og derfor vil metalliske eller selv dielektriske materialer i denne zone forvrænge udbredelsen og vil derfor øge udbredelsestabet. De frekvenser man kunne frembringe i 1950'erne eller før gjorde derfor, at Sommerfelds overfladebølgeledning ikke var konkurrencedygtig.

### Goubau-linje
I 1950 genovervejede Georg Goubau Sommerfelds overfladebølgeledning opdagelse, men med hensigten at øge dens praktiske brug. 
Et stort mål var at reducere feltets størrelse rundt om lederen, så man ikke behøvede urimelig stor omgivelsesrydning. Et andet problem var, at Sommerfelds overfladebølge var næsten den samme som lysets hastighed i luften. Det betød, at der var udstrålingstab. Den lige ledning fungerer som en langlederantenne, hvilket resulterer i udstrålingstab. Hvis udbredelseshastigheden kunne reduceres til under lysets hastighed i luft så kunne det omkringværende felt være evanescent (dansk: Nærfeltsbølge?) og dermed ikke i stand til at udbrede energi væk fra området omkring lederen.
Goubau undersøgte de gavnlige effekter af en leder hvis overflade er struktureret (i stedet for en eksakt cylinder) såsom en kordelt leder. Af større betydning foreslog Goubau anvendelsen af et dielektrisk lag om lederen. Selv et ret tyndt dielektrisk lag (relativ til bølgelængden) ville reducere udbredelseshastigheden tilstrækkeligt under lysets hastighed i luft og derfor fjerne overfladebølgens udstrålingstab langs den rette leder. Denne ændring havde også den virkning at feltet størrelse om lederen blev minsket meget.
Ydermere opfandt Goubau en metode til at indkoble og udkoble elektrisk energi fra sådan en transmissionslinje. Den patenterede Goubau-linje (eller "G-linje") består af en enkelt leder belagt med et dielektrisk materiale. I hver ende er der en bred skive med et hul i midten hvorigennem transmissionslinje passerer (og slutter eller begynder). Skiven kan være bunden af et horn med med dens smalle ende forbundet til skærmen af et koaksialkabel og transmissionslinjen selv er forbundet til koaksialkablets centerleder.
Selv med den reducerede feltudbredelse i Goubaus design, bliver Goubau-linjen først anvendelig fra UHF-frekvenser og opefter. Med den teknologiske udvikling ved terahertz-frekvenser, hvor de ohmske tab er endnu større, ser anvendelsen med overførsel med overfladebølger og Goubau-transmissionslinjer også ud til at være lovende.

### E-linje
Fra 2003 og til 2008 blev patenter udtaget for et system som anvender Sommerfelds originale leder, men som anvender et horn ligesom dét udviklet af Goubau. 
Systemet blev markedsført under navnet "E-Line" indtil 2009. 
Så den resulterende overfladebølgehastighed bliver ikke reduceret af en dielektrisk belægning, men de resulterende udstrålingstab kan tolereres for den projekterede afstand. Den ønskede anvendelse er i dette tilfælde ikke energioverførsel, men derimod signaloverførsel via højeffektkabler (power line communication) i form af radiofrekvenskanaler til kommunikationsformål. Dette er blevet foreslået for signaloverførsel via frekvenser fra 50 MHz til over 20 GHz ved at anvende eksisterende luftledninger.